# Laëtitia Choux
Laëtitia Choux (Épinal, 23 de septiembre de 1979) es una deportista francesa que compitió en natación.
Ganó una medalla de bronce en el Campeonato Europeo de Natación de 2000, en la prueba de 4 × 200 m libre. Participó en dos Juegos Olímpicos de Verano, en los años 1996 y 2000, ocupando el octavo lugar en Sídney 2000, en la misma prueba.

## Palmarés internacional
| Campeonato Europeo | Campeonato Europeo   | Campeonato Europeo | Campeonato Europeo |
| Año                | Lugar                | Medalla            | Prueba             |
| ------------------ | -------------------- | ------------------ | ------------------ |
| 2000               | Helsinki (Finlandia) | Medalla de bronce  | 4 × 200 m libre    |